# Declan Rice
Declan Rice (nascut el 14 de gener de 1999) és un futbolista professional anglès que juga com a migcampista defensiu al club de la Premier League Arsenal FC i a la selecció d'Anglaterra.
Rice va començar la seva carrera professional al West Ham United FC, després d'haver estat alliberat per l'acadèmia del Chelsea FC, i es va establir com un jugador clau del primer equip el 2017. El 2022, va succeir Mark Noble com a capità del club, i va liderar el club a un títol de la Lliga Europa Conferència de la UEFA l'any següent, a més de ser nomenat jugador de la competició. Després de fer 245 aparicions amb el West Ham, Rice va ser fitxat per l'Arsenal el juliol de 2023 per una quota rècord del club de 100 milions de lliures esterlines, convertint-lo en el jugador anglès més car de la història.
Elegible per jugar amb Anglaterra o amb la República d'Irlanda, Rice va representar la República d'Irlanda a nivell internacional tant a nivell juvenil com sènior abans del 2019. Posteriorment va canviar de selecció i es va posar a disposició per a la selecció d'Anglaterra. Rice va debutar amb Anglaterra el 2019 i ha representat el país a l'Eurocopa 2020, a la Copa del Món de la FIFA 2022, i a l'Eurocopa 2024.